# Доскараев, Жумат Доскараевич
Жума́т Доскара́евич Доскара́ев (каз. Жұмат Досқараұлы Досқараев; 1887 — 6 июля 1972) — советский казахский языковед, диалектолог и педагог. Внёс значительный вклад в развитие казахской диалектологии, автор около 50 научных работ, посвящённых этой теме.

## Биография
Родился в 1887 году в Павлодарском уезде Семипалатинской области Российской империи (ныне - Баянаульский район Павлодарской области Казахстана). Происходит из подрода айдабол рода суюндык племени аргын.
В 1925 году окончил Семипалатинский педагогический техникум, в 1937 году — Самаркандский государственный университет.
Работал в отделе образования Павлодарской области, в педагогическом институте в Каракалпакской АССР и Казахском государственном университете.
В 1944 году защитил кандидатскую диссертацию на тему «Особенности южного диалекта казахского языка» (каз. «Оңтүстік диалектісінің ерекшеліктері»).
В 1945—1954 годах заведовал отделом истории казахского языка и казахской диалектологии в Институте языкознания Академии наук Казахской ССР. В 1954—1965 годах — старший научный сотрудник.

## Семья
Сыновья: Жуматов, Габбас Жуматович, Жуматов, Хамза Жуматович, Сапар Жуматов